# Велико блато (језеро)
Велико блато је природно језеро у Београду. Налази се у насељу Крњача у општини Палилула, близу Зрењанинског пута и Панчевачког моста, на око 8,5 km од центра Београда. Језеро Велико блато је заштићено природно добро града Београда.

## Карактеристике језера и његове околине
Језеро је окружено пољопривредним површинама и шумом, а једним делом његове обале излази на илегално насеље. Са северне стране језера налази се рибњак Мика Алас, а поред њега и део рибњака намењен за спортски риболов. Језеро је смештено у појасу трске и влажних ливада, а цело подручје одликује се богатом флором и фауним. Поред ретких и угрожених врста биљака, околина језера је станиште многих врста птица. Станиште језера броји преко 15 врста риба (амур, штука, шаран и остале), 190 врста биљака, 120 птица и две врсте орхидеје које су под заштитом - барски велики канућак (лат. Orchis palustris) и барска калуждарка (лат. Epipactis palustris).

## Живи свет

### Биљке
У језеру и око њега живи 191 биљна врста, од којих је 14 заштићено. Од 1865. године, када је Јосиф Панчић пронашао први примерак, на територији града Београда регистровано је 30 врста орхидеја. Две од њих се налазе само у Великом блату. Једна од њих је мочварна чешњака (Epipactis palustris), са око 200 појединачних биљака. Расте само до 20 m (66 ft) из канала који окружује језеро. Откривен је у близини језера 2012. године. Други, са само 50-ак примерака, је Anacamptis palustris. Расте између травњака где је вода ископала ситне канале. Први пут је примећен у Београду 1896. године на Великом ратном острву, али тамо више никада није виђен. На подручју Макиша поново је откривен 1955. године, али је до 2001. године и нестао.

### Животиње
Једна врста рибе, чиков, је заштићена. Остале од 15 врста риба су шаран, штука, сом, смуђ и бели толстолобик, мада су уведени касније. Постоји и 9 врста водоземаца и 4 врсте гмизаваца. Језеро је погодно за тритоне, жабе, гуштере, белоушке и речне змије.
Велико блато насељава 120 врста птица. Постоји мешовита колонија врста чапљи коју чине мале чапље, жуте чапље, сиве чапље, ноћне чапље и црвене чапље . Колонија је откривена тек у јуну 2013. године и једина је гнездећа колонија чапљи на урбаној територији Београда, са неколико десетина гнездећих парова. Остале птице укључују евроазијску лиску, великог вранца, малог вранца, сињег галеба, речног галеба, ронилачку патку, риђоглаву патку, патку глувару и ћубасту патку. Највећи европски орао, орао белорепан, гнезди се у осталим деловима Београда (Велико ратно острво, Ада Хуја), али се храни у околини. Језеро је међународно важно подручје за заштиту птица.